# Cynura uniformis
Cynura uniformis är en rundmaskart som beskrevs av Nathan Augustus Cobb 1920. Cynura uniformis ingår i släktet Cynura och familjen Leptolaimidae. Inga underarter finns listade i Catalogue of Life.